# Krzemienica (gmina)
Krzemienica – dawna gmina wiejska istniejąca do 1939 roku w woj. białostockim (obecnie na Białorusi). Siedzibą gminy była Krzemienica.
W okresie międzywojennym gmina Krzemienica należała do powiatu wołkowyskiego w woj. białostockim.
30 grudnia 1922 roku część obszaru gminy Krzemienica (gromadę Szaulicze, obejmującą: wieś Szaulicze Rządowe, kolonię i folwark Jundziłowszczyzna oraz kolonie Nemejkowszczyzna i Hajki) włączono do gminy Biskupice.
16 października 1933 gminę Krzemienica podzielono na 23  gromady: Awdziejewicze, Derkacze, Hryckiewicze, Jałucewicze, Kaniowce, Krzemienica Kościelna, Krzemienica Dolna, Lachowicze, Lebiady, Leonowicze, Podbołocie, Podhruszany, Rekście, Rohoźnica Mała, Rohoźnica Wielka, Rohoźnica os., Samarowicze, Stanielewicze, Wejszyce, Wiszniówka, Wojdziewicze, Wojniewicze i Zadworze.
1 września 1937 nazwę Rohoźnicy Małej zmieniono na Wola Marszałka.
Po wojnie obszar gminy Krzemienica wszedł w struktury administracyjne Związku Radzieckiego.